# Rio Cacequi
Rio Cacequi är ett vattendrag i Brasilien.   Det ligger i delstaten Rio Grande do Sul, i den södra delen av landet, 1 700 km söder om huvudstaden Brasília.
Trakten runt Rio Cacequi består i huvudsak av gräsmarker. Runt Rio Cacequi är det glesbefolkat, med 18 invånare per kvadratkilometer.